# 計画的偶発性理論
計画された偶発性理論(英語: Planned Happenstance Theory)とは、スタンフォード大学のジョン・D・クランボルツ教授らが提案したキャリア論に関する考え方。
個人のキャリアの8割は予想しない偶発的なことによって決定される。その偶然を計画的に設計し、自分のキャリアを良いものにしていこうという考え方。

## 行動特性
その計画された偶発性は以下の行動特性を持っている人に起こりやすいと考えられる。
- 1.好奇心[Curiosity]
- 2.持続性[Persistence]
- 3.柔軟性[Flexibility]
- 4.楽観性[Optimism]
- 5.冒険心[Risk Taking]